# Dirk Küchmeister
Dirk Küchmeister (* 20. Mai 1962 in Essen; † 17. Dezember 2014 in Duisburg) war ein deutscher Rechtsanwalt und TV-Darsteller.

## Leben
Nach dem 1981 abgelegten Abitur war Küchmeister für zwei Jahre Zeitsoldat bei der Bundeswehr, danach studierte er von 1983 bis 1988 Rechtswissenschaft in Bochum. Nach dem Referendariat in Essen und der Arbeit als angestellter Rechtsanwalt in Mülheim an der Ruhr eröffnete er 1993 seine eigene Kanzlei in Duisburg. Nach der Jahrtausendwende war er Darsteller in Gerichtsshows, zunächst als Strafverteidiger bei Richterin Barbara Salesch (2000–2001), danach als Staatsanwalt in Das Jugendgericht (2001–2005). Charakteristisch war sein offensives und teilweise flapsiges Auftreten, insbesondere als Staatsanwalt gegenüber Angeklagten. Dirk Küchmeister starb Ende 2014 an einem Herzinfarkt.